# Buck Williams
Charles "Buck" Linwood Williams (nascido em 8 de março de 1960) é um americano ex-jogador de basquete profissional. Ele era bem conhecido por sua capacidade de recuperação e por usar óculos na quadra.
Williams ocupa o 17º lugar na lista de mais rebotes na história da NBA. Sua carreira de 17 anos foi destacada por três participações no All-Star Game, um prêmio de Rookie of the Year, All-Rookie, All-NBA e quatro seleções para a Primeira e Segunda-Equipe de Defesa. 
Ele liderou os Nets em rebotes durante a maior parte da década de 1980 e até o início de 2019, ele continua a ser o segundo colocado em pontos (10,440), primeiro colocado em rebotes (7,576), jogos (635), minutos jogados (23.100) e lances livres tentados (3818) e feitos (2.476) na história da franquia.

## Escola e faculdade
Williams frequentou a Rocky Mount High School (em seguida, chamado Rocky Mount Senior High) em Rocky Mount antes de ir para a Universidade de Maryland. 
Williams teve sucesso imediato em Maryland, conquistando o Prêmio de Novato do Ano da ACC em 1979. Ele liderou a ACC em rebotes duas vezes (1979 e 1981), com uma média de 15,5 pontos por jogo em seus segundo e terceiro ano. 
O reconhecimento nacional de suas performances veio quando ele foi selecionado para a Seleção Estadunidense de Basquetebol Masculino de 1980, ao lado de jogadores como Isiah Thomas e Mark Aguirre; ele, no entanto, nunca chegou a representar as cores nacionais nos Jogos Olímpicos de Verão de 1980 em Moscou devido ao boicote americano.[carece de fontes?]
Em 2002, Williams foi um dos oito ex-jogadores de Maryland a serem nomeados para o time masculino de basquete do 50º Aniversário da ACC. Em 2001, ele se tornou membro do Hall da Fama da Universidade de Maryland.

## Carreira na NBA

### New Jersey Nets (1981-1989)
Depois de três anos em Maryland, Williams decidiu sair para a NBA. O New Jersey Nets o selecionou como a 3° escolha geral no Draft de 1981.
Em sua primeira temporada com os Nets, ele fez uma média de 15,5 pontos e liderou a equipe com 12,3 rebotes por jogo, ajudando New Jersey a ter um recorde de 44-38. Ele ganhou o prêmio de Rookie of the Year de 1982.
Williams estabeleceu-se como uma estrela como Ala-pivô nas oito temporadas seguintes; em seis deles, ele foi classificado entre os três maiores reboteros da liga, nunca tendo uma média de menos de 12 rebotes por jogo. 
A temporada de 1983-84 incluiu a primeira aparição da equipe na segunda rodada dos playoffs desde a fusão ABA-NBA em 1976, quando perderam para o Milwaukee Bucks. Os Nets não conseguiram passar da primeira rodada até 2002, quando Jason Kidd os levou até as Finais da NBA.

### Portland Trail Blazers (1989-1996)
Em 24 de junho de 1989, os Nets trocou Williams para o Portland Trail Blazers em troca de Sam Bowie e uma escolha de draft. Em Portland, Williams continuaria a jogar bem e assumiria um papel complementar da consagrada dupla Clyde Drexler e Terry Porter. 
As campanhas de pós-temporada dos Blazers terminaram na primeiro rodada em quatro temporadas consecutivas antes de 1990; Contrastantemente, as três primeiras temporadas da Williams com os Blazers foram marcadas por três apresentações na Final da Conferência Oeste e duas Finais da NBA. Em 1990, os Blazers sucumbiram à potência do Detroit Pistons em cinco jogos, enquanto em 1992, eles perderam para o Chicago Bulls em seis jogos.
Williams estava regularmente no time titular nas seis de suas sete temporadas com os Blazers. Ele é o 5º em rebotes (4.861) na história da franquia.

### New York Knicks (1996-1998)

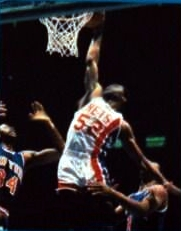
Williams (centro) enterrando pelo New Jersey Nets, por volta de 1987.

No crepúsculo de sua carreira, após a temporada de 1995-96, Williams voltou para a Divisão do Atlântico assinando com o New York Knicks, onde jogou em um tempo muito mais limitado, sendo banco da dupla Patrick Ewing e Charles Oakley. 
Ele passou dois anos com os Knicks, mas foi forçado a perder 41 jogos durante a temporada de 1997-98 devido a uma cirurgia no joelho (a primeira vez em sua carreira em que ele perdeu mais de 12 jogos em uma temporada). 
Williams anunciou sua aposentadoria em 27 de janeiro de 1999, com médias de 12,8 pontos e dez rebotes por jogo em sua carreira. Durante sua carreira, Williams acumulou mais de 16.000 pontos e 13.000 rebotes - um dos apenas sete jogadores da NBA a alcançar as duas marcas.

## Estatísticas

### Temporada regular
| Ano           | Time          | PJ   | MPJ  | AP    | 3P    | LL   | RT   | AS  | BR  | TO  | PPJ  |
| ------------- | ------------- | ---- | ---- | ----- | ----- | ---- | ---- | --- | --- | --- | ---- |
| 1981–82       | New Jersey    | 82   | 34.5 | .582  | .000  | .624 | 12.3 | 1.3 | 1.0 | 1.0 | 15.5 |
| 1982–83       | New Jersey    | 82   | 36.1 | .588  | .000  | .620 | 12.5 | 1.5 | 1.1 | 1.3 | 17.0 |
| 1983–84       | New Jersey    | 81   | 37.1 | .535  | .000  | .570 | 12.3 | 1.6 | 1.0 | 1.5 | 15.7 |
| 1984–85       | New Jersey    | 82   | 38.8 | .530  | .250  | .625 | 12.3 | 2.0 | .8  | 1.3 | 18.2 |
| 1985–86       | New Jersey    | 82   | 37.4 | .523  | .000  | .676 | 12.0 | 1.6 | .9  | 1.2 | 15.9 |
| 1986–87       | New Jersey    | 82   | 36.3 | .557  | .000  | .731 | 12.5 | 1.6 | 1.0 | 1.1 | 18.0 |
| 1987–88       | New Jersey    | 70   | 37.7 | .560  | 1.000 | .668 | 11.9 | 1.6 | 1.0 | .6  | 18.3 |
| 1988–89       | New Jersey    | 74   | 33.1 | .531  | .000  | .666 | 9.4  | 1.1 | .8  | .5  | 13.0 |
| 1989–90       | Portland      | 82   | 34.2 | .548  | .000  | .706 | 9.8  | 1.4 | .8  | .5  | 13.6 |
| 1990–91       | Portland      | 80   | 32.3 | .602* | –     | .705 | 9.4  | 1.2 | .6  | .6  | 11.7 |
| 1991–92       | Portland      | 80   | 31.5 | .604* | .000  | .754 | 8.8  | 1.4 | .8  | .5  | 11.3 |
| 1992–93       | Portland      | 82   | 30.5 | .511  | .000  | .645 | 8.4  | .9  | 1.0 | .7  | 8.3  |
| 1993–94       | Portland      | 81   | 32.5 | .555  | .000  | .679 | 10.4 | 1.0 | .7  | .6  | 9.7  |
| 1994–95       | Portland      | 82   | 29.5 | .512  | .500  | .673 | 8.2  | 1.0 | .8  | .8  | 9.2  |
| 1995–96       | Portland      | 70   | 23.9 | .500  | .667  | .668 | 5.8  | .6  | .6  | .7  | 7.3  |
| 1996–97       | New York      | 74   | 20.2 | .537  | .000  | .642 | 5.4  | .7  | .5  | .5  | 6.3  |
| 1997–98       | New York      | 41   | 18.0 | .503  | –     | 732  | 4.5  | .5  | .4  | .4  | 4.9  |
| All-Star Game | All-Star Game | 3    | 20.3 | .526  | –     | .455 | 8.0  | 2.0 | .3  | .7  | 8.3  |
| Carreira      | Carreira      | 1307 | 32.5 | .549  | .167  | .664 | 10.0 | 1.3 | .8  | .8  | 12.8 |

### Playoffs
| Ano      | Time       | PJ  | MPJ  | AP    | 3P   | LL   | RT    | AS  | BR  | TO  | PPJ  |
| -------- | ---------- | --- | ---- | ----- | ---- | ---- | ----- | --- | --- | --- | ---- |
| 1982     | New Jersey | 2   | 39.5 | .538  | –    | .467 | 10.5  | 1.5 | .5  | 1.0 | 17.5 |
| 1983     | New Jersey | 2   | 42.5 | .500  | –    | .800 | 11.5  | 2.0 | 1.0 | 1.0 | 19.0 |
| 1984     | New Jersey | 11  | 43.0 | .485  | –    | .556 | 14.1* | 1.5 | 1.5 | 1.5 | 15.5 |
| 1985     | New Jersey | 3   | 41.0 | .650* | –    | .733 | 10.7  | .3  | 1.0 | 1.7 | 24.7 |
| 1986     | New Jersey | 3   | 42.0 | .724  | –    | .769 | 10.3  | .7  | 2.0 | .3  | 20.7 |
| 1990     | Portland   | 21  | 37.0 | .508  | –    | .676 | 9.2   | 1.9 | .6  | .3  | 13.0 |
| 1991     | Portland   | 16  | 37.0 | .500  | –    | .603 | 8.9   | .9  | .6  | .3  | 10.3 |
| 1992     | Portland   | 21  | 36.1 | .508  | –    | .758 | 8.5   | 1.0 | 1.3 | .8  | 9.6  |
| 1993     | Portland   | 4   | 36.1 | .478  | –    | .684 | 7.3   | .3  | .3  | .8  | 8.8  |
| 1994     | Portland   | 4   | 36.1 | .679  | –    | .867 | 8.8   | .5  | 1.0 | .5  | 12.8 |
| 1995     | Portland   | 3   | 36.1 | .600  | –    | .636 | 6.3   | .3  | 1.3 | .7  | 8.3  |
| 1996     | Portland   | 5   | 26.6 | .391  | .500 | .714 | 5.0   | .2  | .2  | .8  | 4.8  |
| 1997     | New York   | 10  | 19.3 | .486  | –    | .529 | 4.0   | .6  | .3  | .4  | 4.3  |
| 1998     | New York   | 3   | 15.0 | .444  | –    | .750 | 5.3   | .3  | .0  | .3  | 4.7  |
| Carreira | Carreira   | 108 | 34.4 | .520  | .500 | .672 | 8.7   | 1.0 | .8  | .6  | 11.2 |

## Pós-Carreira
Williams serviu como presidente da Associação de Jogadores da NBA de 1994 a 1997.
Os Nets aposentou sua camisa número 52 em abril de 1999.
Em 2006, ele foi nomeado para o Hall da Fama de Rocky Mount Twin Count. Em 2018, ele foi nomeado para o Hall da Fame de Maryland.

## Carreira como treinador
Em julho de 2010, Williams foi contratado por Nate McMillan como assistente técnico do Portland Trail Blazers.

## Prêmios e realizações
- Rookie do Ano da ACC: 1979
- Segunda-Equipe da ACC: 1980, 1981
- NBA All-Star: 1982, 1983, 1986
- Segunda-Equipe da NBA: 1983
- Rookie do Ano da NBA: 1982
- Equipe de Novatos da NBA: 1982
- Primeira-Equipe Defensiva da NBA: 1990, 1991
- Segunda-Equipe Defensiva da NBA: 1988, 1992